# Jorrit Faassen
Jorrit Joost Faassen (* 24. Februar 1980 in Leiderdorp) ist ein niederländischer Unternehmer. Als Ex-Ehemann von Marija Woronzowa ist er ein Schwiegersohn des russischen Präsidenten Wladimir Putin.

## Biografie
Faassen wurde 1980 als Ältester von zwei Söhnen von Jozef Faassen und Felicitas van de Stadt in Leiderdorp geboren. Sein Vater war bis 1986 Marineoffizier in Willemstad, in den 1990er Jahren Oberst und danach Abteilungsleiter in der Königlichen Niederländischen Marine. Jorrit Faassen studierte bis 2004 Architektur an der Fachhochschule Den Haag. Im April 2006 zog er nach Moskau, wo er Direktor bei Stroitransgas war, diesen Posten aber 2007 verließ, um einen Spitzenposten bei Gazprom anzunehmen. Er war bis Mitte 2015 zudem stellvertretender Vorsitzender von MEF Audit, einer russischen Beratungsgruppe.
Faassen wurde am 14. November 2010 in Moskau nach einem Zwischenfall im Straßenverkehr von den Leibwächtern des russischen Bankiers Matweij Urin verprügelt. Urin wurde sofort verhaftet und nach drei Prozessen zu siebeneinhalb Jahren Gefängnis verurteilt. Außerdem verlor er alle seine Banklizenzen.

## Privat
Faassen heiratete Marija Woronzowa, die älteste Tochter des russischen Präsidenten Wladimir Putin, im Sommer 2008 in Wassenaar. Faassen und Worontsowa bekamen einen Sohn, der im August 2012 geboren wurde. 2013 lebten sie in einem Penthouse auf dem höchsten Wohngebäude in Voorschoten. 2014 forderten niederländische Einwohner die Ausweisung Woronzowas aus dem Land, nachdem der Malaysia-Airlines-Flug 17 in der Ukraine abgeschossen worden war. 2015 wurde berichtet, dass das Paar sich in Moskau niederließ. Anfang 2022 wurde die Scheidung bekanntgegeben.